# الحدية (القحافيز)

تعديل مصدري - تعديل

الحدية محلة تابعة لقرية القحافيز، التابعة لعزلة الوزيرة بمديرية فرع العدين إحدى مديريات محافظة إب في الجمهورية اليمنية، بلغ تعداد سكانها 203 حسب تعداد اليمن لعام 2004.